# Pot Black 1983
Der Pot Black 1983 war ein Snooker-Einladungsturnier im Rahmen der Saison 1982/83. Das Turnier wurde vom 28. bis zum 30. Dezember 1982 in den Pebble Mill Studios im englischen Birmingham ausgetragen und später im Fernsehen gezeigt. Steve Davis konnte mit einem Finalsieg über Ray Reardon seinen Vorjahrestitel verteidigen. Das höchste Break ist unbekannt.

## Preisgeld
Das bekannte Preisgeld summiert sich auf 16.000 Pfund Sterling.
|              | Preisgeld    |
| ------------ | ------------ |
| Sieger       | 5.000 £      |
| Finalist     | 4.000 £      |
| Halbfinalist | 3.500        |
| Gruppenphase | ???          |
| Insgesamt    | 16.000 £ + ? |

## Turnierverlauf
Wie schon in den Vorjahren gab es zwei Vierer-Gruppen, die jeweils ein einfaches Rundenturnier ausspielten. Die beiden besten Spieler jeder Gruppe rückten ins Halbfinale vor und spielten im K.-o.-System den Sieger aus. Alle Spiele gingen nur über einen Frame, mit Ausnahme des Endspiels im Modus Best of 3 Frames.

### Gruppenphase

#### Gruppe 1
| Pos. | Spieler       | Partien | S | N | Frames |
| ---- | ------------- | ------- | - | - | ------ |
| 1    | Steve Davis   | 3       | 2 | 1 | 2:1    |
| 1    | Ray Reardon   | 3       | 2 | 1 | 2:1    |
| 3    | Kirk Stevens  | 3       | 1 | 2 | 1:2    |
| 3    | Willie Thorne | 3       | 1 | 2 | 1:2    |

| Spiel | Spieler 1     | Ergebnis | Spieler 2     |
| ----- | ------------- | -------- | ------------- |
| 1     | Steve Davis   | 01:01    | Ray Reardon   |
| 2     | Steve Davis   | 01:01    | Willie Thorne |
| 3     | Ray Reardon   | 01:01    | Willie Thorne |
| 4     | Ray Reardon   | 01:01    | Kirk Stevens  |
| 5     | Kirk Stevens  | 01:01    | Steve Davis   |
| 6     | Willie Thorne | 01:01    | Kirk Stevens  |

#### Gruppe 2
| Pos. | Spieler        | Partien | S | N | Frames |
| ---- | -------------- | ------- | - | - | ------ |
| 1    | Eddie Charlton | 3       | 3 | 0 | 3:0    |
| 2    | Jimmy White    | 3       | 2 | 1 | 2:1    |
| 3    | Tony Knowles   | 3       | 1 | 2 | 1:2    |
| 4    | Alex Higgins   | 3       | 0 | 3 | 0:3    |

| Spiel | Spieler 1      | Ergebnis | Spieler 2    |
| ----- | -------------- | -------- | ------------ |
| 1     | Eddie Charlton | 01:01    | Jimmy White  |
| 2     | Eddie Charlton | 01:01    | Alex Higgins |
| 3     | Eddie Charlton | 01:01    | Tony Knowles |
| 4     | Tony Knowles   | 01:01    | Alex Higgins |
| 5     | Jimmy White    | 01:01    | Tony Knowles |
| 6     | Jimmy White    | 01:01    | Alex Higgins |

### Finalrunde
|  | Halbfinale 1 Frame | Halbfinale 1 Frame |             |             | Finale Best of 3 Frames | Finale Best of 3 Frames |
|  |                    |                    |             |             |                         |                         |
|  |                    |                    |             |             |                         |                         |
|  | Steve Davis        | 1                  |             |             |                         |                         |
|  | Jimmy White        | 0                  |             |             |                         |                         |
|  |                    |                    | Steve Davis | 2           |                         |                         |
|  |                    |                    |             | Ray Reardon | 0                       |                         |
|  | Eddie Charlton     | 0                  |             |             |                         |                         |
|  | Ray Reardon        | 1                  |             |             |                         |                         |
|  |                    |                    |             |             |                         |                         |

#### Finale
Steve Davis trat an, um seinen Vorjahrestitel zu verteidigen, während Ray Reardon um seinen dritten Titel kämpfte. Hätte er diesen gewonnen, so wäre er mit den Rekordsiegern John Spencer und Eddie Charlton gleichgezogen. Doch dies wusste Davis zu verhindern und gewann mit 2:0 seinen zweiten Pot-Black-Titel.
| Finale: Best of 3 Frames Pebble Mill Studios, Birmingham, England, 30. Dezember 1982 |                |             |
| Steve Davis                                                                          | 2:0            | Ray Reardon |
| 61:60, 82:47                                                                         |                |             |
| –                                                                                    | Höchstes Break | –           |
| –                                                                                    | Century-Breaks | –           |
| –                                                                                    | 50+-Breaks     | –           |